# Viktor Amadeus II. von Savoyen-Carignan

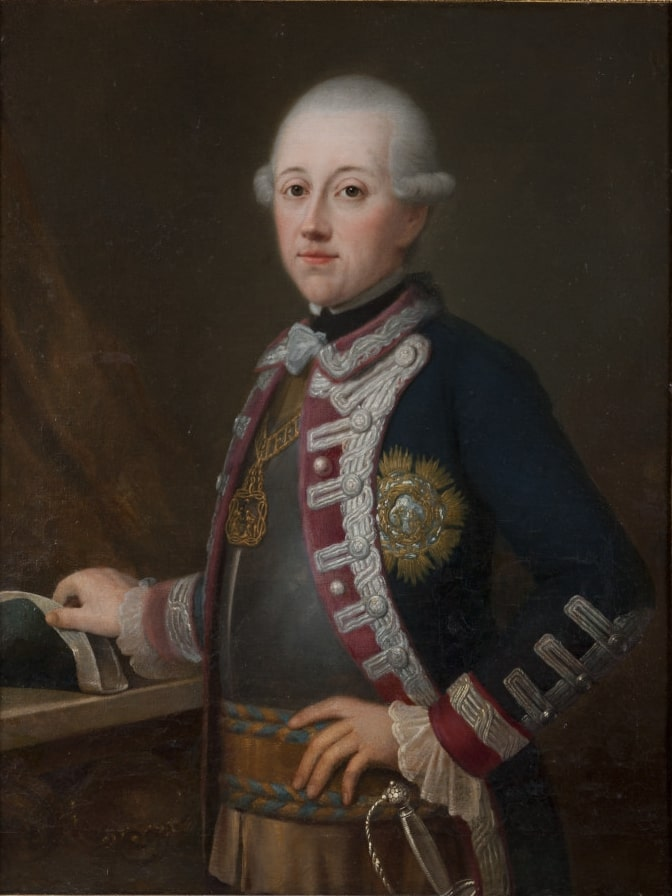
Viktor Amadeus II. von Savoyen-Carignan (1743–1780)

Viktor Amadeus II. von Savoyen-Carignan (* 31. Oktober 1743 in Turin; † 10. September 1780 ebenda) war Fürst von Carignan aus dem Haus Savoyen.

## Leben
Viktor Amadeus II. wurde als Sohn des Ludwig Viktor von Savoyen-Carignan und dessen Gemahlin Christine von Hessen-Rotenburg geboren. Seinen Namen erhielt er nach seinem Cousin Viktor Amadeus III., dem König von Sardinien-Piemont und Herzog von Savoyen. Dieser ernannte ihn später zum Generalleutnant der sardischen Armee. Durch seinen frühen Tod fand seine militärische Karriere ein jähes Ende. 
Am 18. Oktober 1768 heiratete Viktor Amadeus in Oulx Prinzessin Josephine von Lothringen, Tochter des Prinzen Louis Charles de Lorraine (1725–1761) und der Prinzessin Louise de Rohan (1734–1815). Die Ehe brachte den Sohn Karl Emanuel von Savoyen-Carignan (1770–1800), der mit Maria Christina von Sachsen verheiratet war und mit ihr die Kinder
- Karl Albert (1798–1849), König von Sardinien-Piemont und Herzog von Savoyen

⚭ 1817 Erzherzogin Maria Theresia von Österreich-Toskana (1801–1855). Karl folgte als 2-Jähriger unter dem Titel eines Fürsten von Carignan seinem früh verstorbenen Vater in den französischen und piemontesischen Besitzungen unter Vormundschaft seiner Mutter. Mit dem Aussterben der Hauptlinie Savoy erbte er später auch deren Titel eines Königs von Sardinien-Piemont und Herzogs von Savoyen.
und
- Maria Elisabeth (1800–1856)

⚭ 1820 Erzherzog Rainer Joseph von Österreich (1783–1853), Vizekönig von Lombardo-Venetien
hatte.
Der Sarkophag von Viktor Amadeus II. wurde 1786 in die Basilika Superga bei Turin verlegt.